# Plac Gladbeck w Wodzisławiu Śląskim
Plac Gladbeck w Wodzisławiu Śląskim – historyczny plac wodzisławskiej starówki. W 1810 r. był to Plac Targowy, na którym odbywał się targi w dni targowe, a także i jarmarki, które następnie przeniesiono na rynek. W XX w. nazwę placu przemianowano na ul. Folwarecką i zmiana ta przetrwała aż do wybuchu II wojny światowej. W okresie PRL plac nie miał nazwy i był boczną ulicy Karola Świerczewskiego (późniejszej ul. Marsz. J. Piłsudskiego). Nazwę obecną otrzymał dopiero w 1990 po podpisaniu porozumienia z miastem partnerskim Gladbeck. Obecne zabudowania pojawiły się dopiero pod koniec lat 80. XX w. Na placu znajduje się kilka kawiarenek i sklepów oraz Wodzisławskie Centrum Kultury. Sam plac pełni rolę parkingu oraz wyjazdu z centrum w kierunku drogi nr 78.

## Galeria

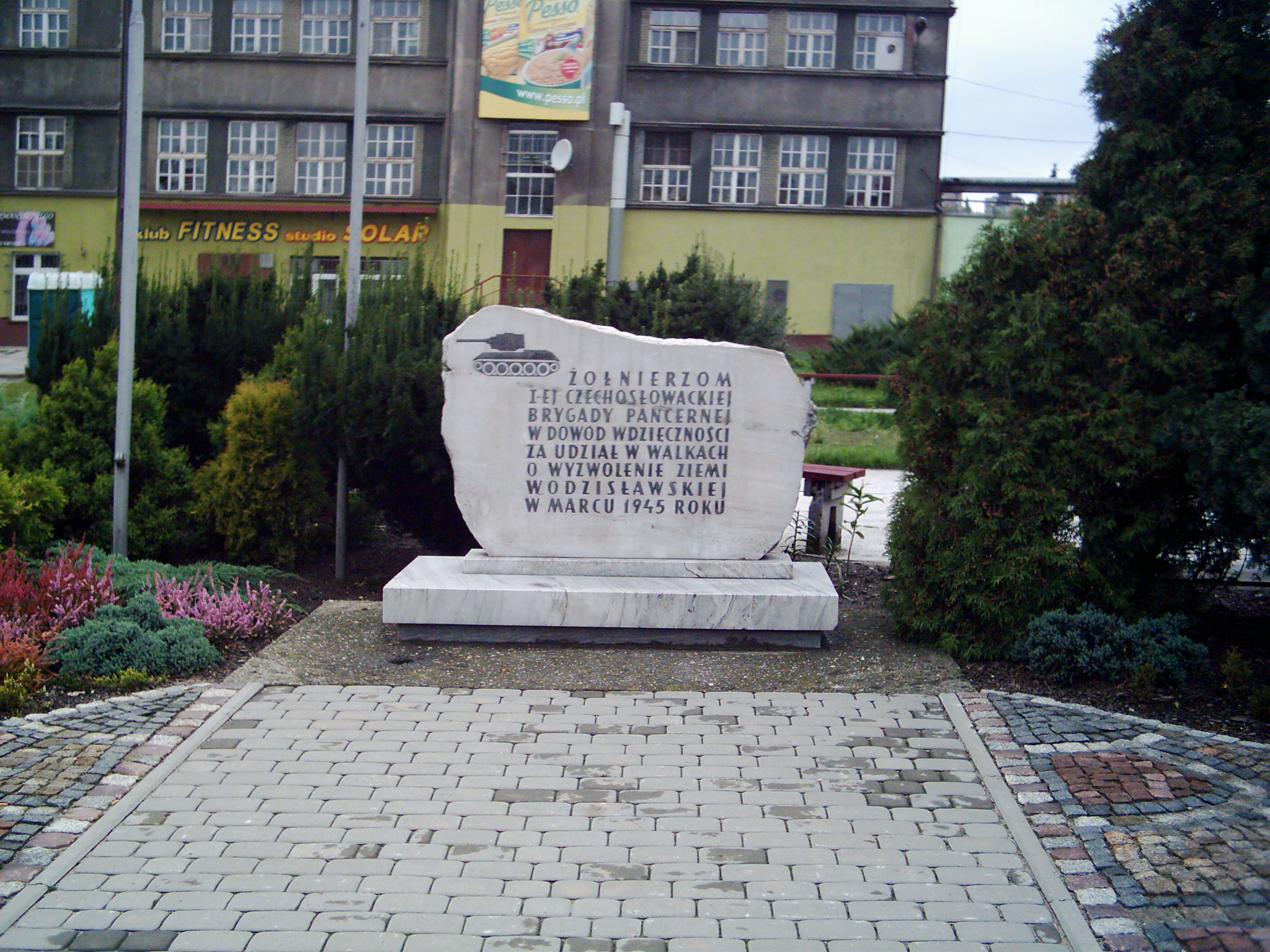
Pomnik ku czci żołnierzy I Brygady Pancernej Armii Czechosłowackiej na Placu Gladbeck.